# アンドリュー・ラティマー
アンドリュー・ラティマー（Andrew Latimer、1949年5月17日 - ）は、イングランドのミュージシャンにして作曲家。プログレッシブ・ロック・バンド、キャメルの創設メンバーであり、1971年の結成以来、唯一のメンバーである。ギタリストおよび歌手として最もよく知られているラティマーは、フルート奏者およびキーボード奏者でもある。

## 略歴

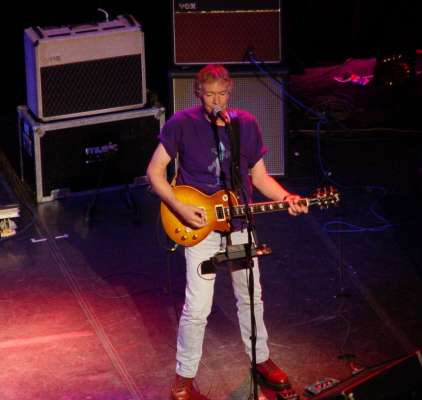
アンドリュー・ラティマー（2003年）

ラティマーは、パートナーのスーザン・フーヴァーとともにアメリカに渡り、キャメル・プロダクションという名前の音楽制作会社を設立して、キャメルの新たなスタジオ・アルバム『ダスト・アンド・ドリームス 怒りの葡萄』 (1992年)、『ハーバー・オブ・ティアーズ 港町コーヴの物語』 (1996年)、『ラージャーズ 別れの詩』 (1999年)、『ノッド・アンド・ウィンク』 (2002年)に加え、「Official Bootlegs」のCDをホストとしてリリースした。バンドは1992年、1997年、2000年、2001年、2003年に活動を行った。1997年に最初のフル・コンサートDVDをリリースし、その後に一連のDVDリリースを開始した。2006年半ば、ラティマーとフーヴァーはイギリスに戻り、キャメル・プロダクション・UKを設立した。
2007年5月、フーヴァーはキャメル・プロダクションのウェブサイトとニュースレターを通じて、ラティマーが1992年以来、進行性の真性多血症に苦しんでおり、それが予期せず骨髄線維症に進行したことを発表した。2007年11月、彼は骨髄移植に成功し、完全な回復への長い道のりを歩み始めた。
2013年10月、ラティマーはキャメルをセンター・ステージへと戻した。この機会を祝うために、キャメルは最初のセットで『スノー・グース』完全版を演奏し、共同創設者のバンド・メンバーであるアンディ・ウォード、ピーター・バーデンス（故人）、ダグ・ファーガソンに捧げた。さらに、キャメルはこの年の初めにアルバムの再録音を行った。再録音はオリジナルに忠実なものだったが、いくつかのマイナー・再アレンジといくつかの拡張されたセクションが含まれている。『In From The Cold』というタイトルのライブDVDが、ロンドンのバービカン・センターで録音された。スノー・グース・ツアーは完売となり、バンドは2014年の初めにツアーを継続するよう求められた。しかし、ツアー後半で、キーボーディストのギー・ルブランが重病となり2015年4月27日に亡くなったため、トン・スケルペンツェル（カヤック）が出演した。
ラティマーは手と膝の関節炎に悩まされていたが、2015年にキャメルをロードに戻した。2016年には新しいキーボード奏者のピート・ジョーンズと一緒に日本をツアーし、2018年になるとキャメルは最も人気のあるレコーディング作品の『ムーン・マッドネス「月夜の幻想曲（ファンタジア）」』をフィーチャーして広範囲にツアーを行った。2018年のツアーは、バンドが完売の群衆に囲まれたロイヤル・アルバート・ホールに戻ったとき最高潮に達した。このパフォーマンスは、DVDおよびBlu-Rayでのリリース予定のためにビデオ録画された。

## 使用機材
ラティマーが好むギターはギブソン・レスポールだが、フェンダー・ストラトキャスターやその他のギターを演奏することでも知られている。1990年代以降は、1980年代のギブソン・レスポール・モデルのコピーであるバーニー・スーパー・グレードも演奏した。彼が使用しているアンプには、フェンダー、ヴォックス、マーシャルなどがある。

## レガシー
スティーヴ・ロザリー（マリリオン）、ミカエル・オーカーフェルト（オーペス）、ブライアン・ジョシュ（モストリー・オータム）、ブルース・ソード（パイナップル・シーフ）などのプログレッシブ・ロック・ギタリストは、ラティマーを主な影響を受けた1人として挙げている。ポーキュパイン・ツリーのミュージシャン兼プロデューサーのスティーヴン・ウィルソンは、キャメルのファンとして知られており、「アンディ・ラティマーは私にとって非常に意味があります」と述べている。
ラティマーは、2014年のプログレッシブ・ミュージック・アワードで生涯功労賞を受賞した。

## ディスコグラフィ

### キャメル
- 『キャメル・ファースト・アルバム』 - Camel (1973年)
- 『ミラージュ（蜃気楼）』 - Mirage (1974年)
- 『スノー・グース』 - Music Inspired by The Snow Goose (1975年)
- 『ムーン・マッドネス「月夜の幻想曲（ファンタジア）」』 - Moonmadness (1976年)
- 『雨のシルエット』 - Rain Dances (1977年)
- 『ブレスレス - 百億の夜と千億の夢 -』 - Breathless (1978年)
- 『ライヴ・ファンタジア』 - A Live Record (1978年) ※ライブ
- 『リモート・ロマンス』 - I Can See Your House From Here (1979年)
- 『ヌードの物語 - Mr.Oの帰還 -』 - Nude (1981年)
- 『シングル・ファクター』 - The Single Factor (1982年)
- 『ステーショナリー・トラヴェラー』 - Stationary Traveller (1984年)
- 『プレッシャー・ポインツ - キャメル・ライヴ -』 - Pressure Points (1984年) ※ライブ
- 『ダスト・アンド・ドリームス 怒りの葡萄』 - Dust And Dreams (1992年)
- 『ハーバー・オブ・ティアーズ 港町コーヴの物語』 - Harbour Of Tears (1996年)
- 『ラージャーズ 別れの詩』 - Rajaz (1999年)
- 『ノッド・アンド・ウィンク』 - A Nod And A Wink (2002年)
- 『ザ・スノー・グース -白雁- (2013年ヴァージョン)』 - The Snow Goose (2013年)